# Landtagswahlkreis Oberhausen II – Wesel I
Der Landtagswahlkreis Oberhausen II – Wesel I ist ein Landtagswahlkreis in Nordrhein-Westfalen. Er umfasst die Gemeinde Dinslaken im Kreis Wesel sowie Oberhausen-Sterkrade.
Der Wahlkreis wurde zur Landtagswahl 2005 neu gebildet. Zuvor umfasste Oberhausen II noch den Stadtbezirk Alt-Oberhausen, der Landtagswahlkreis Wesel I, der aufgelöst wurde, umfasste die Gemeinden Alpen, Kamp-Lintfort, Neukirchen-Vluyn, Rheinberg und Sonsbeck, was weitestgehend dem heutigen Landtagswahlkreis Wesel II entspricht.

## Landtagswahl 2022
Wahlberechtigt zur Landtagswahl 2022 waren 112.055 Einwohner des Wahlkreises. Die Wahlbeteiligung lag bei 54,5 %.
| Direktkandidat       | Erststimmen in % | Partei   | Zweitstimmen in % |
| -------------------- | ---------------- | -------- | ----------------- |
| Stefan Zimkeit       | 39,8             | SPD      | 36,1              |
| Simone-Tatjana Stehr | 29,7             | CDU      | 30,5              |
| Niklas Graf          | 15,8             | GRÜNE    | 15,3              |
| Bettina Piechatzek   | 4,7              | FDP      | 4,6               |
| Olaf Wilhelm         | 6,3              | AfD      | 5,9               |
| Christian Rösen      | 2,5              | LINKE    | 1,9               |
| -                    | 1,1              | Sonstige | 5,7               |

## Landtagswahl 2017
Wahlberechtigt zur Landtagswahl 2017 waren 115.123 Einwohner des Wahlkreises. Die Wahlbeteiligung lag bei 66,9 %.
| Direktkandidat | Erststimmen in % | Partei   | Zweitstimmen in % |
| -------------- | ---------------- | -------- | ----------------- |
| Stefan Zimkeit | 41,7             | SPD      | 38,6              |
| Simone Stehr   | 30,7             | CDU      | 27,1              |
| Norbert Axt    | 4,7              | GRÜNE    | 4,7               |
| Thomas Kattler | 7,5              | FDP      | 10,1              |
| Daniel Jäger   | 1,9              | PIRATEN  | 0,9               |
| Cigdem Kaya    | 5,9              | LINKE    | 5,1               |
| Michael Huth   | 7,6              | AfD      | 9,5               |
| -              | -                | Sonstige | 4,0               |

Der Wahlkreis wird von dem direkt gewählten Wahlkreisabgeordneten Stefan Zimkeit (SPD) vertreten, der dem Landtag in Düsseldorf seit 2010 angehört.

## Landtagswahl 2012
Wahlberechtigt zur Landtagswahl 2012 waren 116.874 Einwohner des Wahlkreises. Die Wahlbeteiligung lag bei 61,1 %.
| Direktkandidat   | Erststimmen in % | Partei   | Zweitstimmen in % |
| ---------------- | ---------------- | -------- | ----------------- |
| Simone Stehr     | 22,9             | CDU      | 18,6              |
| Stefan Zimkeit   | 54,2             | SPD      | 50,3              |
| Andreas Blanke   | 8,0              | GRÜNE    | 10,1              |
| Sarah Schröckert | 3,3              | FDP      | 5,5               |
| Sascha Wagner    | 3,0              | LINKE    | 2,8               |
| Andreas Wasen    | 8,7              | PIRATEN  | 8,0               |
| -                | -                | Sonstige | 4,7               |

## Landtagswahl 2010
Wahlberechtigt zur Landtagswahl 2010 waren 117.487 Einwohner des Wahlkreises. Die Wahlbeteiligung lag bei 61,0 %.
| Direktkandidat   | Erststimmen in % | Partei   | Zweitstimmen in % |
| ---------------- | ---------------- | -------- | ----------------- |
| Gisela Hinnemann | 28,7             | CDU      | 26,0              |
| Stefan Zimkeit   | 50,9             | SPD      | 46,3              |
| Peter Plew       | 8,7              | GRÜNE    | 10,7              |
| Klaus Groß       | 3,6              | FDP      | 4,5               |
| Heiko Gomoluch   | 1,7              | NPD      | 1,0               |
| Sascha Wagner    | 6,2              | LINKE    | 6,1               |
| -                | -                | Sonstige | 5,7               |

## Landtagswahl 2005
Wahlberechtigt zur Landtagswahl 2005 waren 117.261 Einwohner des Wahlkreises. Die Wahlbeteiligung lag bei 64,8 %.
| Direktkandidat       | Partei | Stimmen in % |
| -------------------- | ------ | ------------ |
| Michael Groschek     | SPD    | 49,6         |
| Gisela Hinnemann     | CDU    | 33,6         |
| Christian Opdenhövel | FDP    | 4,7          |
| Peter Plew           | GRÜNE  | 5,4          |
| Norbert Reckmann     | REP    | 0,9          |
| Felix Pithan         | PDS    | 1,2          |
| Wolfgang Duda        | NPD    | 1,1          |
| Gerfried Bohlen      | WASG   | 3,5          |